# Luca Bellocchio
Luca Bellocchio (Lecco, 12 agosto 1971) è un politologo italiano.

## Biografia
Ha conseguito la laurea in Scienze politiche, nel 1997, presso l'Università degli Studi di Milano. Ha poi conseguito un master e un dottorato, sempre in ambito di relazioni internazionali.  Attualmente è impiegato presso l'Università degli Studi di Milano, dove svolge il ruolo di ricercatore confermato. È inoltre titolare di due corsi: “Geopolitica” e “Grandi potenze e Crisi del Sistema Internazionale”. È docente presso il Master in Giornalismo “Walter Tobagi” (Direttore Nicola Pasini), con specializzazione in materia di relazioni internazionali, insegna alla Scuola per Politici e Amministratori di Enti Locali e Regione (Direttore Massimo Cacciari), collabora con l’ISPI.
Infine fa anche parte della Scuola Politica Gibel (Direttore Carlo Salone), con le mansioni di docente e membro del comitato scientifico.

## Opere
- L’eterna alleanza? La “special relationship” angloamericana tra continuità e mutamento, FrancoAngeli, 2006, ISBN 8846476050;
- Anglosfera. Forma e forza del nuovo Pan-Anglismo, Il Melangolo, 2006, ISBN 8870186016;
- Irlanda del Nord.  Un conflitto etnico nel cuore dell’Europa, Meltemi, 2006, ISBN 8869163393;
- I sicari della pace. L’Irlanda del Nord e lo spettro di una nuova guerra civile, Meltemi, 2019, ISBN 8883539885;
- Tutto è potenza. La competizione tra le grandi potenze nell'era post-bipolare, Guerini Scientifica, 2023, ISBN 9788881074792.